# Dipartimento di Laishi
Laishi è un dipartimento argentino, situato nella parte sud-orientale della provincia di Formosa, con capoluogo San Francisco de Laishi.
Esso confina con i dipartimenti di Formosa a nord, e di Pirané a ovest; a sud confina con la provincia del Chaco e a est con la repubblica del Paraguay.
Secondo il censimento del 2001, su un territorio di 3.480 km², la popolazione ammontava a 16.227 abitanti, con un aumento demografico del 19,48% rispetto al censimento del 1991.
Municipi del dipartimento sono:
- Banco Payaguá
- General Lucio V. Mansilla
- Herradura
- San Francisco de Laishi
- Tatané
- Villa Escolar